# Храм Архангела Михаила (Былово)
Храм Архистратига Божия Михаила и чуда его в Хонех в Былове — действующий православный храм Новотроицкого благочиния Московской городской епархии. Расположен в селе Былово Троицкого административного округа Москвы.

## История
Первые записи о церкви в Былове датируются 1627 годом:

Деревяна вверх, а в церкви образы, и ризы, и книги, и на колокольнице колокола и всякое церковное строенье монастырское (Симонова монастыря) и приходных людей… поп Агафон Федоров, во дворе церковный дьячок Ивашко Федоров, во дворе пономарь Лукашко Иванов, во дворе просвирница Афимьица.

В 1681 году в дозорных книгах Патриаршего приказа появляются записи о запустевшем состоянии деревянной церкви. Вероятно, позднее на её месте построили новый храм также из дерева.
В январе 1856 года священник Н. Сарыевский и местный староста Е. Леонов попросили митрополита Филарета с прошением о благословении епархии на постройку сараев для хранения материалов, нужных для постройки новой каменной церкви. 9 августа 1857 года консистория выдала указ о постройке новой церкви из камня в селе Былове.
Существенную материальную поддержку для постройки церкви оказал местный заводчик Т. Простов. Могилы с надгробиями Простова и его жены Ксении сохранились на территории церкви до сегодняшнего дня.
27 января 1938 года после литургии протоиерей церкви Николай Поспелов был арестован и осуждён по обвинениям в контрреволюционной деятельности. 17 февраля отца Николая казнили на Бутовском полигоне. В 1956 году его реабилитировали, а в 2000 году протоиерей Николай Поспелов был причислен к лику святых.
В советский период храм Архангела Михаила с небольшими перерывами был единственным действующим в районе.
В 2000-х внешний вид храма значительно изменился: фасады перекрашены, положена новая штукатурка, очищена и реставрирована настенная живопись интерьера, переделаны иконостасы, киоты, паникадила и подсвечники, реставрированы старинные иконы. На территории церкви построили дом причта. Значительный вклад в восстановление храма внёс его настоятель протоиерей Василий Фесюк (умер в 2009 году), его могила расположена рядом с алтарём. После смерти В. Фесюка настоятелем храма стал протоиерей Александр Балглей.
В том же году при храме организовали Воскресную школу. Изначально туда записалось 60 детей, их разделили на четыре класса. В школе детей обучают Закону Божьему, молитвам, историю религии и церкви, церковное песнопение, азы православного богослужения. Также в программу обучения включены: исповедь и Причастие, посещение святых мест, участие в театрализованных постановках по праздникам.